# Acalyptris jareki
Acalyptris jareki (лат.) — вид чешуекрылых из семейства молей-малюток. Таксон назван в честь Jarek Jagela (Вильнюс).

## Распространение
Неотропика: Белиз (Chiquibul Forest Reserve).

## Описание
Мелкие молевидные чешуекрылые, размах крыльев около 5 мм. Длина переднего крыла самцов 2,3 мм. От близких видов рода Acalyptris отличается сочетанием крапчатой окраской груди и переднего крыла, широкими усеченными псевдункусами гениталий самца и уникальными шиповидными килями фаллоса. Основная окраска серовато-коричневая.
Челюстные щупики 5-члениковые. Глаза крупные, оцеллии отсутствуют. Имаго летают в апреле. Гусеницы, предположительно, как и у других видов своего рода, минируют листья различных растений.

## Классификация
Вид включён в видовую группу Acalyptris murex (species group). Таксон был впервые описан в 2020 году в ходе родовой ревизии, проведённой литовским лепидоптерологом Йонасом Римантасом Стонисом (Stonis Jonas R., Institute of Ecology, Nature Research Centre and Baltijos-Amerikos biotaksonomijos institutas, Вильнюс, Литва) и его коллегами по материалам из Нового Света.